# 伊斯雷爾·克里斯塔爾
伊斯雷爾·克里斯塔爾（希伯來語：‎，1903年9月15日—2017年8月11日），原名伊斯雷爾·伊西克·克里斯塔爾（波蘭語：Izrael Icek Kryształ），以色列超級人瑞。克里斯塔爾生於俄羅斯帝國（今屬波蘭）一個從事糖果生產，並信奉猶太教的家庭。他經歷過第一次世界大戰和第二次世界大戰，在納粹大屠殺僥倖生存後，移居至以色列海法。在第二次世界大戰期間，他被納粹德國囚禁在一個集中營。他當時的兩名孩子均死於集中營，而他和妻子則被轉送到奧斯威辛集中營。克里斯塔爾在納粹大屠殺中僥倖生存，可是他的妻子芙蘿特卻死於營中。數年後，他與同為納粹大屠殺生存者的繼任妻子再生兒子並移民到以色列。克里斯塔爾在2014年成為世界上最年長的納粹大屠殺倖存者以及在2016年獲承認為在世最年長男性，他在2017年8月11日過世，享嵩壽113歲330天。

## 生平

### 早年

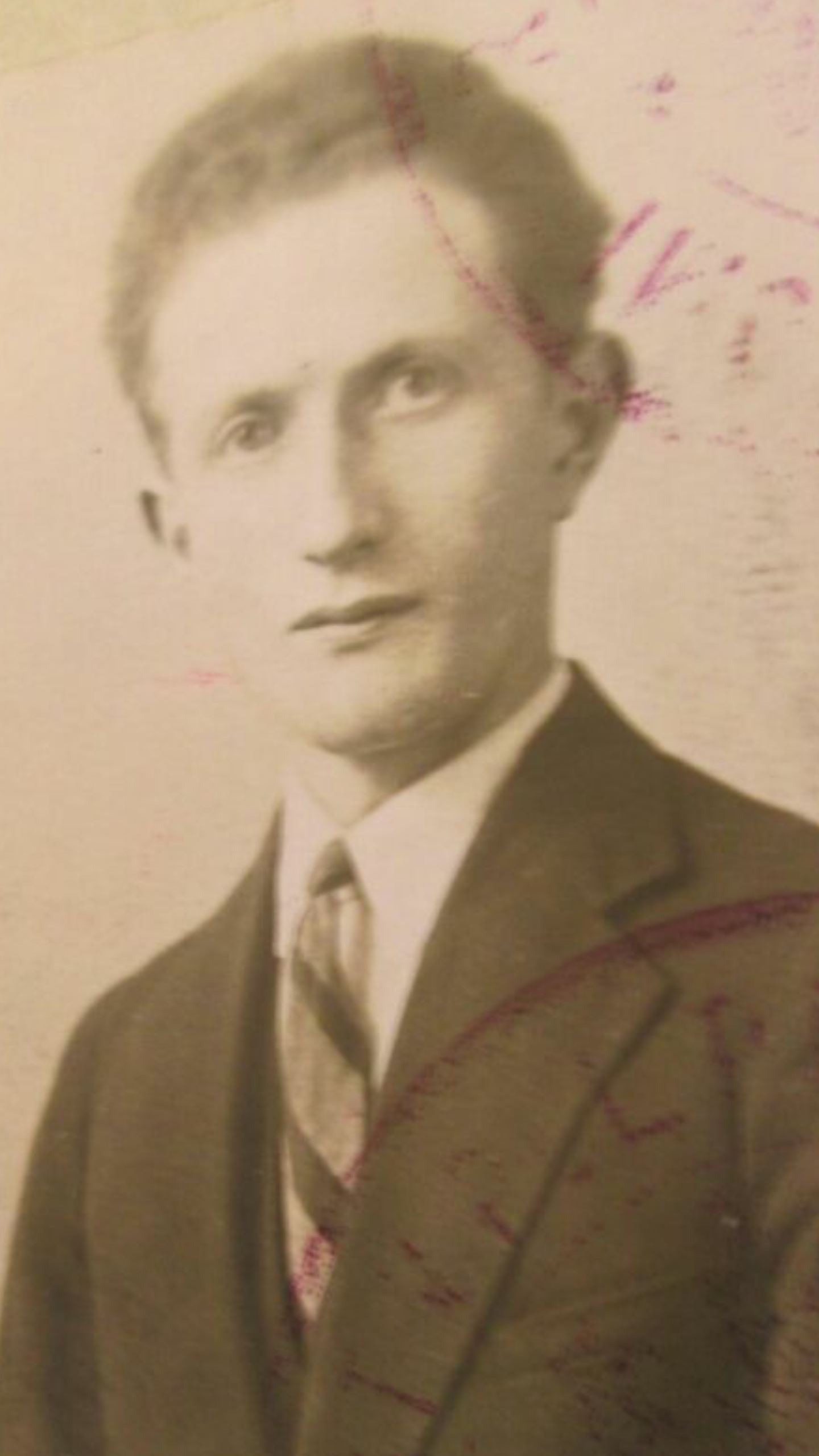
28歲時的克里斯塔爾，攝於1931年

克里斯塔爾在1903年9月15日生於俄羅斯帝國（今屬波蘭）孔斯凱近扎爾努夫的一個信奉猶太教的家庭。他的父親是一個妥拉學者，因此克里斯塔爾獲得宗教教育，並在人生中保持對宗教的虔誠。克里斯塔爾在三歲時入讀猶太兒童宗教學校。在那裡，他學習猶太教和希伯來語。四歲時，他學會了希伯來聖經；六歲時學會了米書拿。在2012年克里斯塔爾接受採訪時，他回想起父親總是每天早上五時準時叫他起床進行宗教教育。
克里斯塔爾的母親在1910年過世。當第一次世界大戰在1914年爆發，他看到奥匈帝國皇帝弗朗茨·约瑟夫一世經過他的居住地，並回顧了克里斯塔爾和其他的孩子向他扔糖果。好景不常，他的父親被編入俄羅斯帝國陸軍之後不久就去世了。
1920年，當他17歲時，遷往羅茲。在短暫地從事過金屬加工之後，他在家族的糖果工廠中找到了工作，最初只是做體力勞動，從來成為了有名的糖果製造者。他娶了一個妻子，名為芙蘿特，並育有兩個孩子。
在一次大戰期間，他與父母被迫分離，搬往波蘭中部的羅茲，在一家小糖果店內工作。1939年，納粹德國入侵波蘭，他與妻兒遷移到羅茲的猶太人區，但兩個孩子卻在這段期間死亡，猶太人區被党卫队清算後，他與他的妻子查賈·費格·芙蘿特（Chaja Feige Frucht）也在1944年被抓進奧斯威辛集中營中。

### 集中營生活
1940年，在第二次世界大戰中，德國人已經佔領了波蘭。克里斯塔爾繼續營運糖果店，有時是秘密進行，有時則是獲得猶太人區的老大們鼓勵。其中一位是「猶太居民委員會」老大哈伊姆·雷奧斯奇。兩個孩子死在猶太人區。當克里斯塔爾和他的妻子芙蘿特在1944年8月進入奧斯威辛集中營後，芙蘿特不幸在集中營中被殺害，克里斯塔爾幸運地存活下來，但集中營中如同奴隸般的待遇與日夜不停的工作使他的身體無法負荷，當苏联红军于攻入德占波蘭並在1945年1月解放奥斯维辛集中营时，體重僅剩37公斤，但仍給拯救他的蘇聯士兵們製作了糖果；回到羅茲後他重建了自己的糖果店，並遇到他第二任妻子——巴斯哈法。他們於1947年結婚。夫婦倆有一個兒子，哈伊姆。

### 移居以色列
1950年，全家移民到逹以色列海法。在過程中，他們誕下了第二個孩子，名為舒拉。克里斯塔爾最初在帕拉塔糖果廠工作，在那裡，他被認為是一個專家，教東主們做甜食的整條生產線。隨後克里斯塔爾成為自僱人士，並自製精品點心在海法亭出售，他製作的用長角豆製成的果醬、巧克力覆蓋的橘子皮還有最出名的是用巧克力製成併用錫箔紙包裹的小瓶酒，在當時是首創。1952年，克里斯塔爾開始製造他的糖果在街上創立「莎和克里斯塔爾」工廠。其後工廠在1970年倒閉，在退休前，他仍然在家中做糖果。
晚年的克里斯塔爾依然信奉猶太教，有9個孫子，他也有曾孫。但因為他們害怕邪眼，所以他的家人不願透露出其子孫的確切數量。愛麗絲·赫茨索默於2014年2月23日在倫敦逝世後，克里斯塔爾成為在世最年長的知名的集中營倖存者（雖然他比愛麗絲年長，但當時他尚未經金氏世界紀錄認證）。2016年1月19日小出保太郎去世後，克里斯塔爾成為世界上的最年長男性。
在2016年3月11日，克里斯塔爾才由金氏世界紀錄認證為世上最年長男性。在克里斯塔爾的年齡文件在波蘭揭露後，他的年齡進行了驗證（在那之前，家裡最古老的是他25歲結婚時的文件，但吉尼斯法規要求記錄的文件是從一個人最初20年的生活開始，新發現的文件由猶太人記錄索引發現）。
2016年9月15日，克里斯塔爾是第一個生於20世紀慶祝113歲生日的男性，也是人類史上最年長的男性之一。